# Islands Brygge (metropolitana di Copenaghen)
Islands Brygge è una stazione della linea 1 della Metropolitana di Copenaghen, nelle vicinanze dell'Università di Copenaghen.
La stazione è stata inaugurata nel 2002; per costruirla si è utilizzato il metodo del Cut and cover.